# Cerkiew św. Łukasza w Tročanach
Cerkiew św. Łukasza w Tročanach – drewniana greckokatolicka cerkiew filialna zbudowana w 1739 w Tročanach.
Należy do parafii Bardejov, dekanatu Bardejów w archieparchii preszowskiej Kościoła katolickiego obrządku bizantyjsko-słowackiego. Od 1968 posiada status Narodowego Zabytku Kultury.

## Historia
Cerkiew wzniesiono w 1739 na miejscu starszej. Była kilkakrotnie remontowana, między innymi w 1897, 1933 i 1968,

## Architektura i wyposażenie
Jest to budowla drewniana konstrukcji zrębowej, orientowana, trójdzielna. Prezbiterium zamknięta prostokątnie, szersza kwadratowa nawa i niewielki babiniec otoczony słupami wieży. Wieża konstrukcji słupowej nad babińcem o ścianach zbieżnych ku górze, tworzących nad wejściem frontowym szeroki okap wsparty na słupach z mieczami, zwieńczona ostrosłupowym hełmem. Dachy kryte gontem, nad nawą namiotowy zwieńczony hełmem stożkowym, a nad prezbiterium kalenicowy, trójspadowy. Portal zachodni prowadzący do babińca o wykroju spłaszczonego liścia.

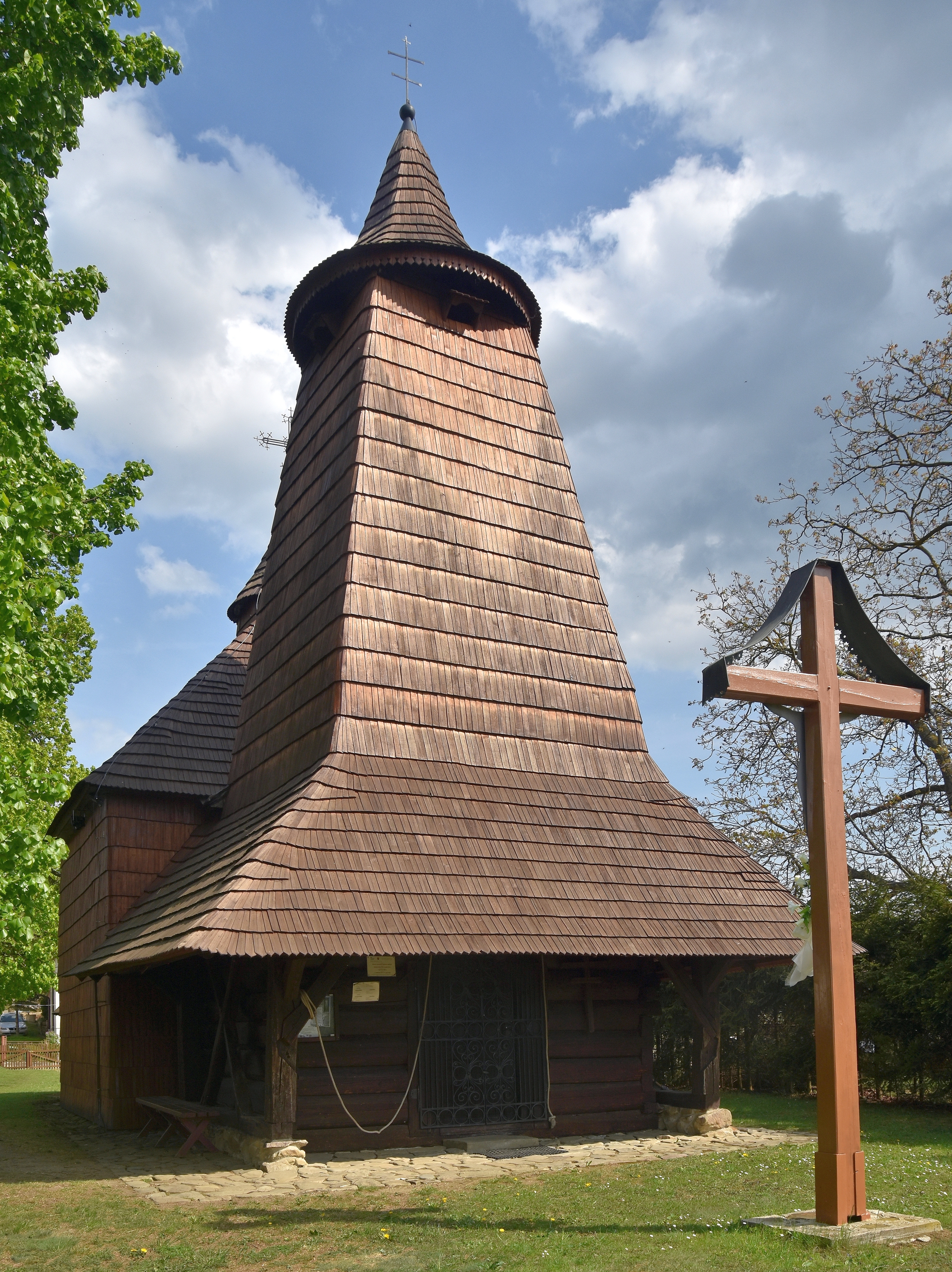
Elewacja frontowa
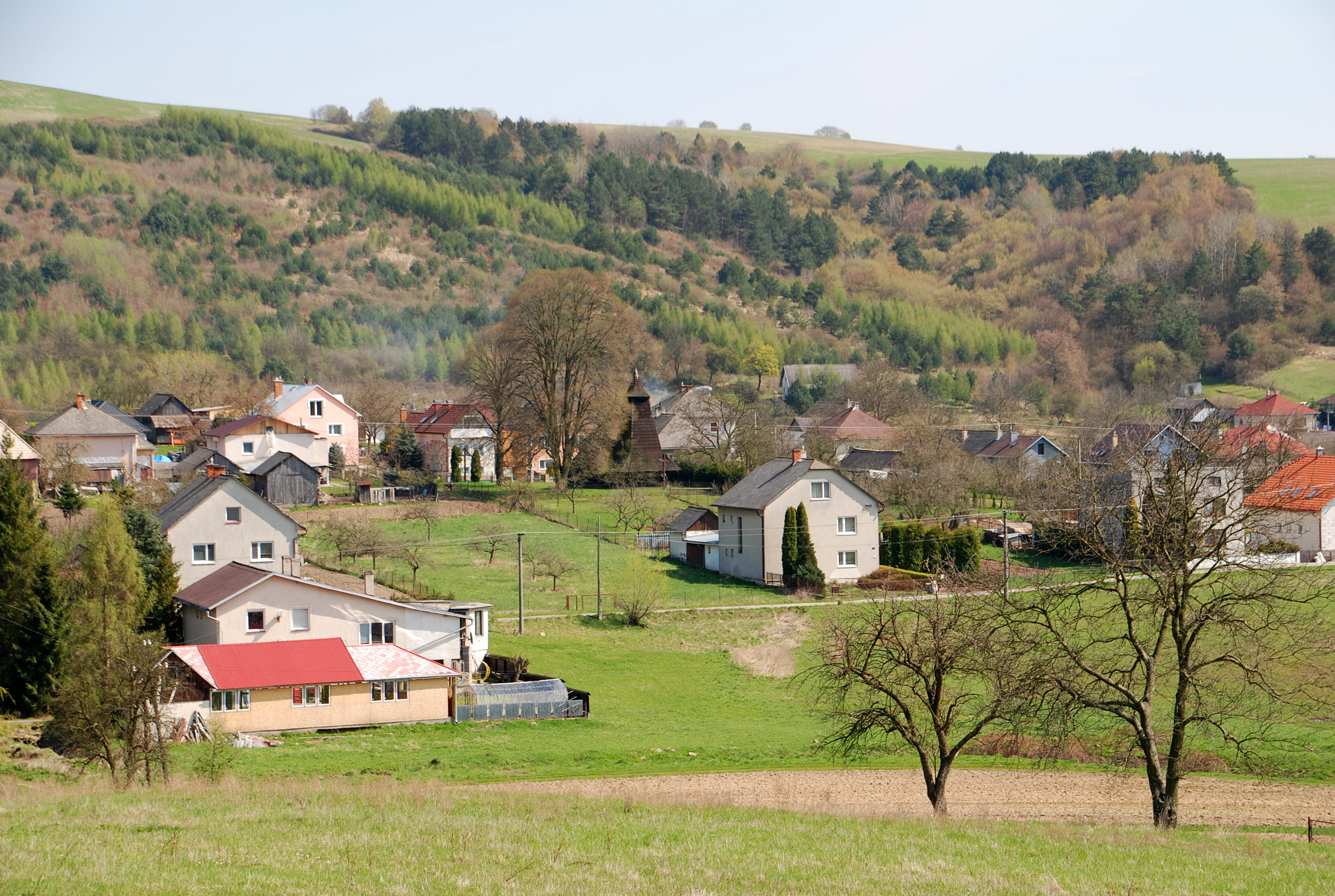
Widok ogólny
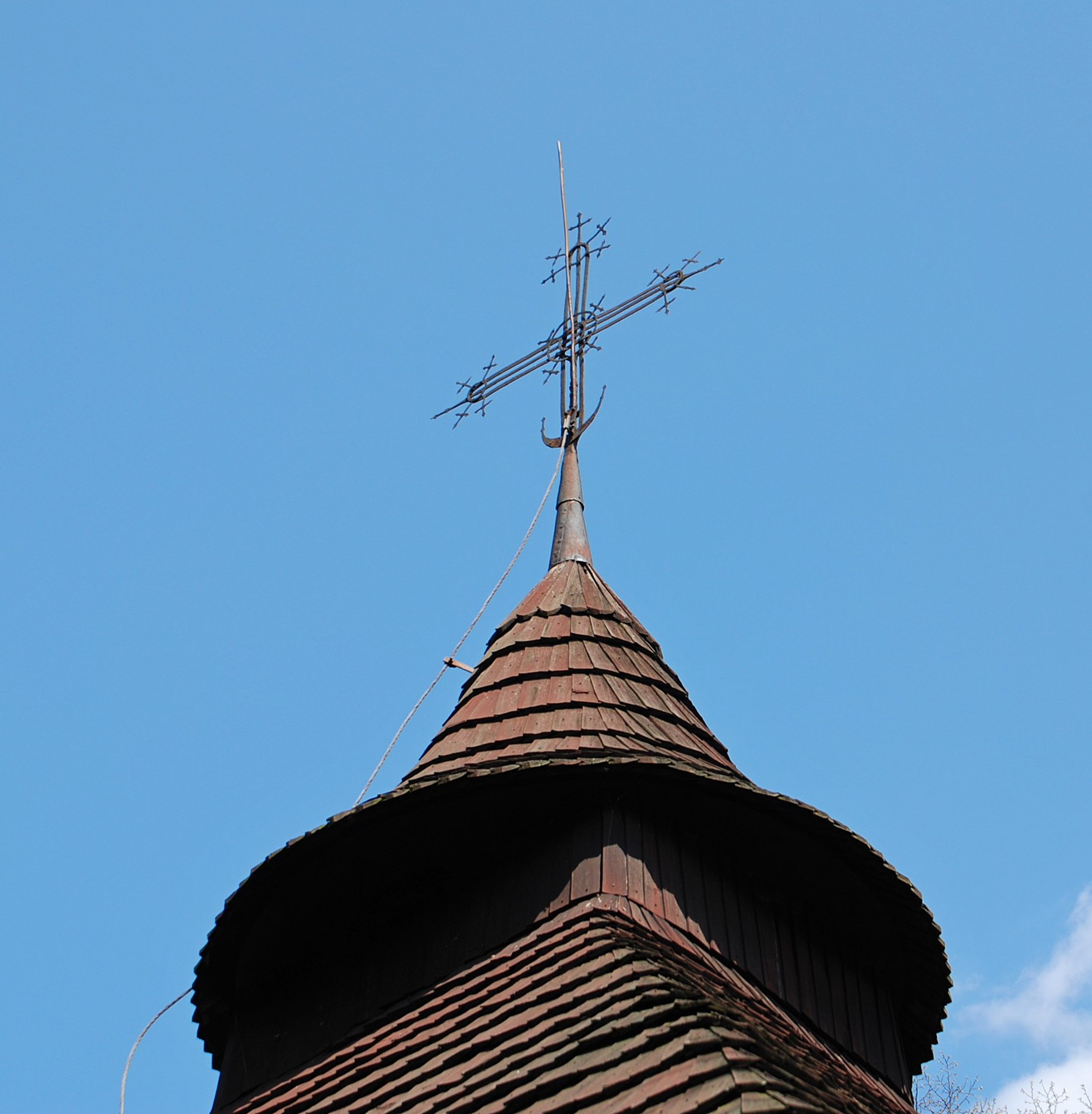
Zwieńczenie wieży nad nawą

Wewnątrz stropy o przekroju trapezu w nawie i ścięte płasko kolebkowe w prezbiterium. Wyposażenie wnętrza pochodzi z różnych okresów. W prezbiterium ołtarz główny z ikoną Zdjęcia z Krzyża z XVIII w. Ikonostas nietypowy: brak rzędu prazdników, a rząd Deesis i proroków namalowany na jednym kawałku płótna co jest rozwiązaniem rzadko spotykanym. Najstarszą ikoną ikonostasu w jest umieszczony ponad carskimi wrotami Mandylion z końca XVI w. Pozostałe ikony przegrody ikonostasowej pochodzą z XVII i XVIII w. W nawie i babińcu znajduje się jeszcze kilka innych pojedynczych ikon.